# Soimii Sibiu
El Soimii Sibiu fue un equipo de fútbol de Rumania que alguna vez jugó en la Liga I, la primera división de fútbol en el país.

## Historia
Fue fundado en el año 1913 en la ciudad de Sibiu. logrando el título de su región en 4 ocasiones y era el principal equipo de la ciudad, sobre todo antes de la Segunda Guerra Mundial y llegando a cuartos de final del torneo nacional en 1927/28.
Con el proceso de liga divisional en 1921, el club llega a la Liga I por primera vez en la temporada de 1932/33 en la que terminó en último lugar entre 7 equipos en su grupo, pero en esa temporada no hubo descenso, del cual no pudo escapar en la temporada siguiente al no poder ganar uno solo de sus 14 partidos que jugó y apenas logró dos puntos en toda la temporada, con lo que fue la última participación del club en la Liga I antes de la Segunda Guerra Mundial.
Al finalizar la Segunda Guerra Mundial, el club bajo el nombre Locomotiva Sibiu retorna a la Liga I, pero desciende al terminar en último lugar entre 12 equipos, con lo que fue la última participación del club en la máxima categoría.
Posteriormente el equipo permaneció como equipo aficionado hasta que a mediados de la temporada 2000/01 abandona la temporada de la Liga III y desaparece.

## Palmarés
- Liga II (1): 1948–49

## Nombres
| Nombre           | Periodo   |
| ---------------- | --------- |
| Şoimii Sibiu     | 1913–1947 |
| Şoimii CFR Sibiu | 1947–1948 |
| CFR Sibiu        | 1948–1950 |
| Locomotiva Sibiu | 1950–1973 |
| Şoimii Sibiu     | 1973–1981 |
| Şoimii IPA Sibiu | 1981–2001 |